# Anomalon amseli
Anomalon amseli är en stekelart som först beskrevs av Hedwig 1961.  Anomalon amseli ingår i släktet Anomalon och familjen brokparasitsteklar. Inga underarter finns listade i Catalogue of Life.